# Praha-Sedlec
Praha-Sedlec – przystanek kolejowy w Pradze, w Czechach przy ulicach Přerušenej i V Sedlci. Przystanek posiada 2 perony.